# K League 2008
La K League 2008 fue la 26.ª temporada de la K League. Contó con la participación de catorce equipos. El torneo comenzó el 8 de marzo y terminó el 7 de diciembre de 2008. Cabe destacar que Ulsan Hyundai Horang-i y Gwangju Sangmu Phoenix pasaron a competir oficialmente bajo las denominaciones de Ulsan Hyundai y Gwangju Sangmu respectivamente.
El campeón fue Suwon Samsung Bluewings, por lo que clasificó a la Liga de Campeones de la AFC 2009. Por otra parte, salió subcampeón FC Seoul, quien también ganó su derecho a disputar el máximo torneo continental. Los otros cupos para la Liga de Campeones asiática fueron para Ulsan Hyundai y Pohang Steelers.

## Reglamento de juego
El torneo se disputó en un formato de todos contra todos a ida y vuelta, de manera tal que cada equipo debió jugar un partido de local y uno de visitante contra sus otros trece contrincantes. Una victoria se puntuaba con tres unidades, mientras que el empate valía un punto y la derrota, ninguno.
Para desempatar se utilizaron los siguientes criterios:
1. Puntos
2. Diferencia de goles
3. Goles anotados
4. Resultados entre los equipos en cuestión

Los seis mejores equipos de la tabla de posiciones clasificaron a los play-off por el campeonato, que se decidieron de esta manera:
1. En la primera ronda jugaron el tercero contra el sexto por un lado y el cuarto contra el quinto por el otro; el mejor clasificado en la temporada fue local. En caso de que el marcador siguiera igualado al término del tiempo reglamentario, se jugaría una prórroga. En caso de que prosiguiera la paridad en el resultado, se ejecutaría una tanda de penales.
2. En la segunda ronda, se cruzaron los ganadores de los encuentros de la fase anterior. Se aplicaron las mismas reglas que en la primera ronda.
3. En las semifinales se enfrentaron el vencedor de la ronda anterior ante el segundo de la tabla general, en donde este último fue local. Se aplicaron las mismas reglas que en las dos fases anteriores.
4. En la final se cruzaron el ganador de las semifinales frente al mejor de la tabla de posiciones, pero aquí se definiría en dos partidos. Si el marcador global siguiera igualado al término del tiempo reglamentario de la vuelta, se disputaría una prórroga. Finalmente, en caso de que prosiguiera la paridad en el resultado, se ejecutaría una tanda de penales.

## Tabla de posiciones
| Pos. | Equipo                      | Pts. | PJ | G  | E  | P  | GF | GC | Dif. | Clasificación                                                                   |
| ---- | --------------------------- | ---- | -- | -- | -- | -- | -- | -- | ---- | ------------------------------------------------------------------------------- |
| 1    | Suwon Samsung Bluewings (C) | 54   | 26 | 17 | 3  | 6  | 46 | 24 | +22  | Final del play-off por el campeonato y Liga de Campeones de la AFC 2009         |
| 2    | FC Seoul                    | 54   | 26 | 15 | 9  | 2  | 44 | 25 | +19  | Semifinales del play-off por el campeonato y Liga de Campeones de la AFC 2009   |
| 3    | Seongnam Ilhwa Chunma       | 51   | 26 | 15 | 6  | 5  | 45 | 21 | +24  | Primera ronda del play-off por el campeonato                                    |
| 4    | Ulsan Hyundai               | 49   | 26 | 14 | 7  | 5  | 39 | 26 | +13  | Primera ronda del play-off por el campeonato y Liga de Campeones de la AFC 2009 |
| 5    | Pohang Steelers             | 44   | 26 | 13 | 5  | 8  | 43 | 34 | +9   | Primera ronda del play-off por el campeonato y Liga de Campeones de la AFC 2009 |
| 6    | Jeonbuk Hyundai Motors      | 37   | 26 | 11 | 4  | 11 | 39 | 37 | +2   | Primera ronda del play-off por el campeonato                                    |
| 7    | Incheon United              | 36   | 26 | 9  | 9  | 8  | 29 | 30 | −1   |                                                                                 |
| 8    | Gyeongnam FC                | 35   | 26 | 10 | 5  | 11 | 35 | 39 | −4   |                                                                                 |
| 9    | Chunnam Dragons             | 29   | 26 | 8  | 5  | 13 | 26 | 40 | −14  |                                                                                 |
| 10   | Jeju United                 | 28   | 26 | 7  | 7  | 12 | 23 | 31 | −8   |                                                                                 |
| 11   | Daegu FC                    | 26   | 26 | 8  | 2  | 16 | 46 | 58 | −12  |                                                                                 |
| 12   | Busan I'Park                | 22   | 26 | 5  | 7  | 14 | 30 | 39 | −9   |                                                                                 |
| 13   | Daejeon Citizen             | 21   | 26 | 3  | 12 | 11 | 18 | 35 | −17  |                                                                                 |
| 14   | Gwangju Sangmu              | 16   | 26 | 3  | 7  | 16 | 22 | 46 | −24  |                                                                                 |

 Fuente: South Korea 2008
Notas:
1. ↑  Pohang Steelers se clasificó para la Liga de Campeones de la AFC 2009 al ganar la Copa FA de Corea 2008.

## Play-off por el campeonato

### Cuadro de desarrollo
|  | Primera ronda        | Primera ronda                 | Primera ronda        |                        |   | Segunda ronda   | Segunda ronda   | Segunda ronda   |   |  | Semifinales     | Semifinales     | Semifinales             |   |   | Final              | Final              | Final              | Final              |  |
|  | 22 y 23 de noviembre | 22 y 23 de noviembre          | 22 y 23 de noviembre |                        |   | 26 de noviembre | 26 de noviembre | 26 de noviembre |   |  | 30 de noviembre | 30 de noviembre | 30 de noviembre         |   |   | 3 y 7 de diciembre | 3 y 7 de diciembre | 3 y 7 de diciembre | 3 y 7 de diciembre |  |
|  |                      |                               |                      |                        |   |                 |                 |                 |   |  |                 |                 |                         |   |   |                    |                    |                    |                    |  |
|  |                      |                               |                      |                        |   |                 |                 |                 |   |  |                 |                 |                         |   |   |                    |                    |                    |                    |  |
|  |                      |                               |                      |                        |   |                 |                 |                 |   |  |                 |                 |                         |   |   |                    |                    |                    |                    |  |
|  |                      |                               |                      |                        |   |                 |                 |                 |   |  |                 |                 |                         |   |   |                    |                    |                    |                    |  |
|  |                      |                               |                      |                        |   |                 |                 |                 |   |  |                 |                 |                         |   |   |                    |                    |                    |                    |  |
|  |                      |                               |                      |                        |   |                 |                 |                 |   |  |                 |                 |                         |   |   |                    |                    |                    |                    |  |
|  |                      |                               |                      |                        |   |                 |                 |                 |   |  |                 |                 |                         |   |   |                    |                    |                    |                    |  |
|  |                      |                               |                      |                        |   |                 |                 |                 |   |  |                 |                 |                         |   |   |                    |                    |                    |                    |  |
|  |                      |                               |                      |                        |   |                 |                 |                 |   |  |                 |                 |                         |   |   |                    |                    |                    |                    |  |
|  |                      |                               |                      |                        |   |                 |                 |                 |   |  |                 |                 |                         |   |   |                    |                    |                    |                    |  |
|  |                      |                               |                      |                        |   |                 |                 |                 |   |  |                 |                 |                         |   |   |                    |                    |                    |                    |  |
|  |                      |                               |                      |                        |   |                 |                 |                 |   |  |                 |                 |                         |   |   |                    |                    |                    |                    |  |
|  |                      |                               |                      |                        |   |                 |                 |                 |   |  |                 |                 |                         |   |   |                    |                    |                    |                    |  |
|  |                      |                               |                      |                        |   |                 |                 |                 |   |  |                 |                 |                         |   |   |                    |                    |                    |                    |  |
|  |                      |                               |                      |                        |   |                 |                 |                 |   |  |                 |                 |                         |   |   |                    |                    |                    |                    |  |
|  |                      |                               |                      |                        |   |                 |                 |                 |   |  |                 |                 |                         |   |   |                    |                    |                    |                    |  |
|  |                      |                               |                      |                        |   |                 |                 |                 |   |  |                 |                 |                         |   |   |                    |                    |                    |                    |  |
|  |                      |                               |                      |                        |   |                 |                 |                 |   |  |                 |                 |                         |   |   |                    |                    |                    |                    |  |
|  |                      |                               |                      |                        |   |                 |                 |                 |   |  |                 |                 |                         |   |   |                    |                    |                    |                    |  |
|  |                      |                               |                      |                        |   |                 |                 |                 |   |  |                 |                 |                         |   |   |                    |                    |                    |                    |  |
|  |                      |                               |                      |                        |   |                 |                 |                 |   |  |                 |                 |                         |   |   |                    |                    |                    |                    |  |
|  |                      |                               |                      |                        |   |                 |                 |                 |   |  |                 |                 |                         |   |   |                    |                    |                    |                    |  |
|  |                      |                               |                      |                        |   |                 |                 |                 |   |  |                 |                 |                         |   |   |                    |                    |                    |                    |  |
|  |                      |                               |                      |                        |   |                 |                 |                 |   |  |                 | 1               | Suwon Samsung Bluewings | 1 | 2 |                    |                    |                    |                    |  |
|  |                      |                               |                      |                        |   |                 |                 |                 |   |  |                 |                 |                         | 1 | 2 |                    |                    |                    |                    |  |
|  |                      |                               | 2                    | FC Seoul               | 1 | 1               |                 |                 |   |  |                 |                 |                         |   |   |                    |                    |                    |                    |  |
|  |                      |                               | 2                    | FC Seoul               | 1 | 1               |                 |                 |   |  |                 |                 |                         |   |   |                    |                    |                    |                    |  |
|  |                      |                               |                      |                        |   |                 |                 |                 |   |  |                 |                 |                         |   |   |                    |                    |                    |                    |  |
|  |                      |                               |                      |                        |   |                 |                 |                 |   |  |                 |                 |                         |   |   |                    |                    |                    |                    |  |
|  |                      |                               |                      |                        |   |                 |                 |                 |   |  |                 |                 |                         |   |   |                    |                    |                    |                    |  |
|  |                      |                               |                      |                        |   |                 |                 |                 |   |  |                 |                 |                         |   |   |                    |                    |                    |                    |  |
|  |                      |                               |                      |                        |   |                 |                 |                 |   |  |                 |                 |                         |   |   |                    |                    |                    |                    |  |
|  |                      |                               |                      |                        |   |                 |                 |                 |   |  |                 |                 |                         |   |   |                    |                    |                    |                    |  |
|  |                      |                               |                      |                        |   |                 |                 |                 |   |  |                 |                 |                         |   |   |                    |                    |                    |                    |  |
|  |                      |                               |                      |                        |   |                 |                 |                 |   |  |                 |                 |                         |   |   |                    |                    |                    |                    |  |
|  |                      |                               |                      |                        |   |                 | 2               | FC Seoul (t.s.) | 4 |  |                 |                 |                         |   |   |                    |                    |                    |                    |  |
|  |                      |                               |                      |                        |   |                 |                 |                 | 4 |  |                 |                 |                         |   |   |                    |                    |                    |                    |  |
|  |                      |                               | 4                    | Ulsan Hyundai          | 2 |                 |                 |                 |   |  |                 |                 |                         |   |   |                    |                    |                    |                    |  |
|  | 4                    | Ulsan Hyundai (p)             | 4                    | Ulsan Hyundai          | 2 | 0 (4)           |                 |                 |   |  |                 |                 |                         |   |   |                    |                    |                    |                    |  |
|  | 4                    | Ulsan Hyundai (p)             |                      |                        |   |                 |                 |                 |   |  |                 |                 |                         |   |   |                    |                    |                    |                    |  |
|  | 5                    | Pohang Steelers               | 0 (2)                |                        |   |                 |                 |                 |   |  |                 |                 |                         |   |   |                    |                    |                    |                    |  |
|  | 5                    | Pohang Steelers               | 0 (2)                |                        | 4 | Ulsan Hyundai   | 1               |                 |   |  |                 |                 |                         |   |   |                    |                    |                    |                    |  |
|  |                      |                               |                      |                        | 4 | Ulsan Hyundai   | 1               |                 |   |  |                 |                 |                         |   |   |                    |                    |                    |                    |  |
|  |                      |                               | 6                    | Jeonbuk Hyundai Motors | 0 |                 |                 |                 |   |  |                 |                 |                         |   |   |                    |                    |                    |                    |  |
|  | 3                    | Seongnam Ilhwa Chunma         | 6                    | Jeonbuk Hyundai Motors | 0 | 1               |                 |                 |   |  |                 |                 |                         |   |   |                    |                    |                    |                    |  |
|  | 3                    | Seongnam Ilhwa Chunma         |                      |                        |   |                 |                 |                 |   |  |                 |                 |                         |   |   |                    |                    |                    |                    |  |
|  | 6                    | Jeonbuk Hyundai Motors (t.s.) | 2                    |                        |   |                 |                 |                 |   |  |                 |                 |                         |   |   |                    |                    |                    |                    |  |
|  | 6                    | Jeonbuk Hyundai Motors (t.s.) | 2                    |                        |   |                 |                 |                 |   |  |                 |                 |                         |   |   |                    |                    |                    |                    |  |
|  |                      |                               |                      |                        |   |                 |                 |                 |   |  |                 |                 |                         |   |   |                    |                    |                    |                    |  |

### Primera ronda
| 22 de noviembre de 2008, 17:00 | Ulsan Hyundai                                         | 0:0 (t. s.)(4:2 p.)        | Pohang Steelers                              | Estadio de Fútbol Munsu, Ulsan                              |                                                             |
|                                |                                                       | Reporte                    |                                              | Asistencia: 9.480 espectadores Árbitro(s): Marcus Binenbach | Asistencia: 9.480 espectadores Árbitro(s): Marcus Binenbach |
|                                |                                                       | Tiros desde el punto penal |                                              |                                                             |                                                             |
|                                | S.Y. Woo · K.H. Yeom · J.E. Oh · J.H. Lee · B.G. Park |                            | B.J. No · G.S. Kim · J.W. Hwang · J.S. Hwang |                                                             |                                                             |

| 23 de noviembre de 2008, 14:00 | Seongnam Ilhwa Chunma | 1:2 (1:1, 1:0) (t. s.) | Jeonbuk Hyundai Motors            | Complejo Deportivo de Tancheon, Seongnam                     |                                                              |
|                                | Dudu 29'              | Reporte                | T.U. Choi 75' · Luiz Henrique 99' | Asistencia: 12.347 espectadores Árbitro(s): Torsten Shripper | Asistencia: 12.347 espectadores Árbitro(s): Torsten Shripper |

### Segunda ronda
| 26 de noviembre de 2008, 15:00 | Ulsan Hyundai | 1:0 (1:0) | Jeonbuk Hyundai Motors | Estadio de Fútbol Munsu, Ulsan                               |                                                              |
|                                | K.H. Yeom 40' | Reporte   |                        | Asistencia: 13.753 espectadores Árbitro(s): Guido Benhalfman | Asistencia: 13.753 espectadores Árbitro(s): Guido Benhalfman |

### Semifinales
| 30 de noviembre de 2008, 14:15 | FC Seoul                                                       | 4:2 (1:1, 1:0) (t. s.) | Ulsan Hyundai                 | Estadio Mundialista, Seúl                                 |                                                           |
|                                | J.G. Jung 26' · Damjanović 97' · E.J. Kim 110' · S.Y. Kim 116' | Reporte                | K.H. Yeom 80' · Luisinho 114' | Asistencia: 25.959 espectadores Árbitro(s): Deniz Aytekin | Asistencia: 25.959 espectadores Árbitro(s): Deniz Aytekin |

### Final
| Ida; 3 de diciembre de 2008, 20:00 | FC Seoul | 1:1 (1:0) | Suwon Samsung Bluewings | Estadio Mundialista, Seúl                                |                                                          |
|                                    | Adi 21'  | Reporte   | H.J. Kwak 79'           | Asistencia: 39.011 espectadores Árbitro(s): Peter Zeppel | Asistencia: 39.011 espectadores Árbitro(s): Peter Zeppel |

| Vuelta; 7 de diciembre de 2008, 20:00 | Suwon Samsung Bluewings | 2:1 (2:1) | FC Seoul             | Estadio Mundialista, Suwon                              |                                                         |
|                                       | Edu 11' · C.G. Song 36' | Reporte   | J.G. Jung 25' (pen.) | Asistencia: 41.044 espectadores Árbitro(s): Felix Bruch | Asistencia: 41.044 espectadores Árbitro(s): Felix Bruch |

## Campeón
|                                            |
|                                            |
| Campeón Suwon Samsung Bluewings 4.º título |